# تیلمان زاوئر
تیلمان زاوئر (به آلمانی: Tilman Sauer) تاریخنگار ریاضیات و فیزیک اهل آلمان است.
زاوئر در سال ۱۹۹۰ در دانشگاه آزاد برلین درجه کارشناسی ارشد و در سال ۱۹۹۴ دانش آموختگی دوره دکترا را در دانشگاه فنی برلین به دست آورد. سپس در موسسه ماکس پلانک برلین برای تاریخ علم سرگرم کار شد و در سالهای ۹۷ تا ۹۹ در دانشگاه گوتینگن به پژوهش پرداخت. زاوئر همچنین در موسسه فناوری کالیفرنیا فعالیت کرده است. 
زمینه پژهشی زاوئر نظریه نسبیت عام و به طورکلی کارهای علمی آلبرت آینشتاین می باشد. او یکی از ویراستاران مجموعه کارهای آینشتاین بوده است. زاوئر نیز به پژوهش درباره متون نظریه نسبیت عام در ارتباط با نظریه متحد میدانها پرداخته است. وی به ویژه در این زمینه یادداشتهای آینشتاین در زوریخ را انتشار داد که نقشی مهم در برآمدن نظریه نسبیت عام داشتند. 
افزون بر این، زاوئر به پژوهش درباره کارهای هیلبرت و برنامه او برای بنیانهای فیزیک پرداخته است. از کارهای دیگر زاوئر پژوهش درباره کارهای ریچارد فاینمن و پرورش نظریه انتگرال مسیری است. 